# Chez Francisque
Les cinq tomes de Chez Francisque sont des recueils de brèves de comptoir, des blagues douteuses, trash et souvent racistes. Les cinq albums sont publiés de 2006 à 2012, d'abord par les éditions Audie puis par Dargaud.

## Albums
- Tome 1, 2006, Audie  (ISBN 285815497X)
- Tome 2, 2007, Audie  (ISBN 9782858150496)
- Tome 3 : Une année vue du zinc, 2009, Dargaud  (ISBN 9782205062878)
- Tome 4 : Tout fout le camp, 2010, Dargaud  (ISBN 9782205065039)
- Tome 5 : Satiété tu m'auras pas, 2012, Dargaud (ISBN 9782205068702)

## Récompense
- 2009 : Prix Schlingo